# Paradyschiria fusca
Paradyschiria fusca är en tvåvingeart som beskrevs av Speiser 1900. Paradyschiria fusca ingår i släktet Paradyschiria och familjen lusflugor. Inga underarter finns listade i Catalogue of Life.